# Lo sposo deluso
Lo sposo deluso (KV 430) (także Zawiedziony małżonek albo spór trzech dam o jednego kochanka, ewentualnie Oszukany małżonek czyli Rywalizacja trzech dam o jednego kochanka) – niedokończony projekt operowy Wolfganga A. Mozarta do libretta prawdopodobnie autorstwa Lorenza Da Pontego.

## Osoby i potencjalni wykonawcy
Bocconio Papparelli (Sempronio), Francesco Benucci
Eugenia (Emilia), Nancy Storace
Don Asdrubale (Annibale), Stefano Mandini
Bettina (Laurina), Catarina Cavalieri
Pulcherio (Fernando), Francesco Bussani
Gervasio (Geronzio), Signore Pugnetti
Metilde, Thérèse Teyber
UWAGA: Mozart mimo zarzucenia prac nad operą przewidywał ewentualną obsadę dla swojego dzieła i pisał muzykę pod możliwości tych konkretnych śpiewaczek i śpiewaków (nazwiska za Alfredem Einsteinem).

## Treść
Drogi dwojga młodych ludzi Eugenii (Emilii) i Asdrubale (Annibale) w wyniku intryg rozeszły się w przeszłości, tak, iż dziewczyna sądzi, że jej były ukochany nie żyje. Spotyka go jednak ponownie, gdy jest już narzeczoną starca, którego nie kocha i dawne uczucie rodzi się na nowo. O jej wybranka rywalizują także dwie pozostałe bohaterki. Po wielu perypetiach wszystko kończy się jednak szczęśliwie. Oprócz głównych młodych dwojga bohaterów, łączą się także dwie inne pary. Tylko tytułowy stary ramol zostaje wystrychnięty na dudka.
Kompozytor ukończył tylko kilka fragmentów, w tym: uwerturę, wstępny kwartet, dwie arie i tercet.